# Marc Robin (Militaire)
Pour les articles homonymes, voir Marc Robin et Robin.
Marc Robin, né le 25 juin 1929 à La Rochelle et mort le 18 novembre 2017 à Rochefort en Charente-Maritime, est un militaire ayant combattu dans cinq conflits majeurs de 1945 à 1961, avant de déserter et de rejoindre l'OAS.

## Biographie

### Carrière militaire
A l'âge de 16 ans Marc Robin s'engage dans l'armée française, à la Légion étrangère. Il est cité à l'ordre de la division lors de la fin de la Seconde Guerre mondiale. Il participe à toutes les campagnes suivantes : Corée, Indochine (où il est blessé), Tunisie, Algérie en tant qu'adjudant-chef du 2ème R.E.P.
À la suite du putsch des généraux le 21 avril 1961, auquel a participé son régiment, il est muté au 43ème R.I. de Lille. Il déserte le 14 décembre de la même année pour rejoindre l'Organisation de l'armée secrète.

### O.A.S.
Adjoint de l'ex-capitaine Sergent, dirigeant la branche militaire de l'OAS en métropole, il prend le surnom de "Victor", et organise plusieurs actions et attentats en France métropolitaine : vol d'armes à Lille, plusieurs cambriolages - notamment au camp de Satory, mais également des braquages dans des établissements bancaires, afin de fournir à l'organisation les finances nécessaires à ses actions, fusillade contre le siège du parti communiste dont un membre est blessé, divers attentats ou projets d'attentat.
En février 1962, il fait partie du commando armé chargé, selon lui, d'enlever Yves Le Tac (frère du député Joël Le Tac et président du comité de soutien au général de Gaulle en Algérie) du Val-de-Grâce où il avait été transporté après un premier attentat. Cette action occasionne des échanges de coups de feu et la mort du gendarme en faction devant la chambre de Le Tac.
Quelques semaines plus tard, il organise à Saint-Mandé un autre attentat contre deux membres du cabinet du chef d'état-major de l'armée de Terre, le général Le Puloch.

### Arrestation et condamnation
Le 23 mars 1962, la DST (grâce aux informations d'Yvon Agier, également membre de l'O.A.S.) arrête Marc Robin, boulevard de Courcelles à Paris, et ayant sur lui une carte d'identité au nom d'Albert Ponteau.
La Cour militaire de justice le jugeant dans l'affaire Le Tac en septembre de la même année le déclare coupable du meurtre du factionnaire, et le condamne à mort. La condamnation est ensuite annulée en octobre par une décision du Conseil d'État, saisi par Robin, Canal et Godot, qui annule la création de la Cour militaire de justice. Pour l'ensemble de ses activités au sein de l'OAS, il est condamné en octobre 1963 à la réclusion à perpétuité par la Cour de sûreté de l'État.

### Internement et évasion
Interné au pénitencier de Saint-Martin-de-Ré, il s'en évade en avril 1964 alors qu'il a été transféré à l'hôpital de La Rochelle pour y suivre un traitement. Il n'est pas repris.

## Décorations
- : Médaille militaire,
- : Croix de guerre 1939-1945, avec étoile d'argent
- : Croix de guerre des Théâtres d'opérations extérieurs, avec deux étoiles de Bronze et une étoile d'or
- : Croix de la Valeur militaire, avec deux étoiles d'argent, une étoile d'or et une palme de bronze
- : Croix du combattant volontaire, avec une agrafe
- : Croix du combattant,
- : Médaille d'Outre-Mer, avec une agrafe (Extrême Orient)
- : Médaille commémorative française des opérations de l'Organisation des Nations unies en Corée,
- : Médaille commémorative de la campagne d'Indochine,
- : Médaille commémorative des opérations de sécurité et de maintien de l'ordre, avec deux agrafes (Tunisie/Algérie)
- : Médaille des blessés de guerre, avec une étoile
- : Médaille des Nations unies pour la Corée,